# Kimbal Musk

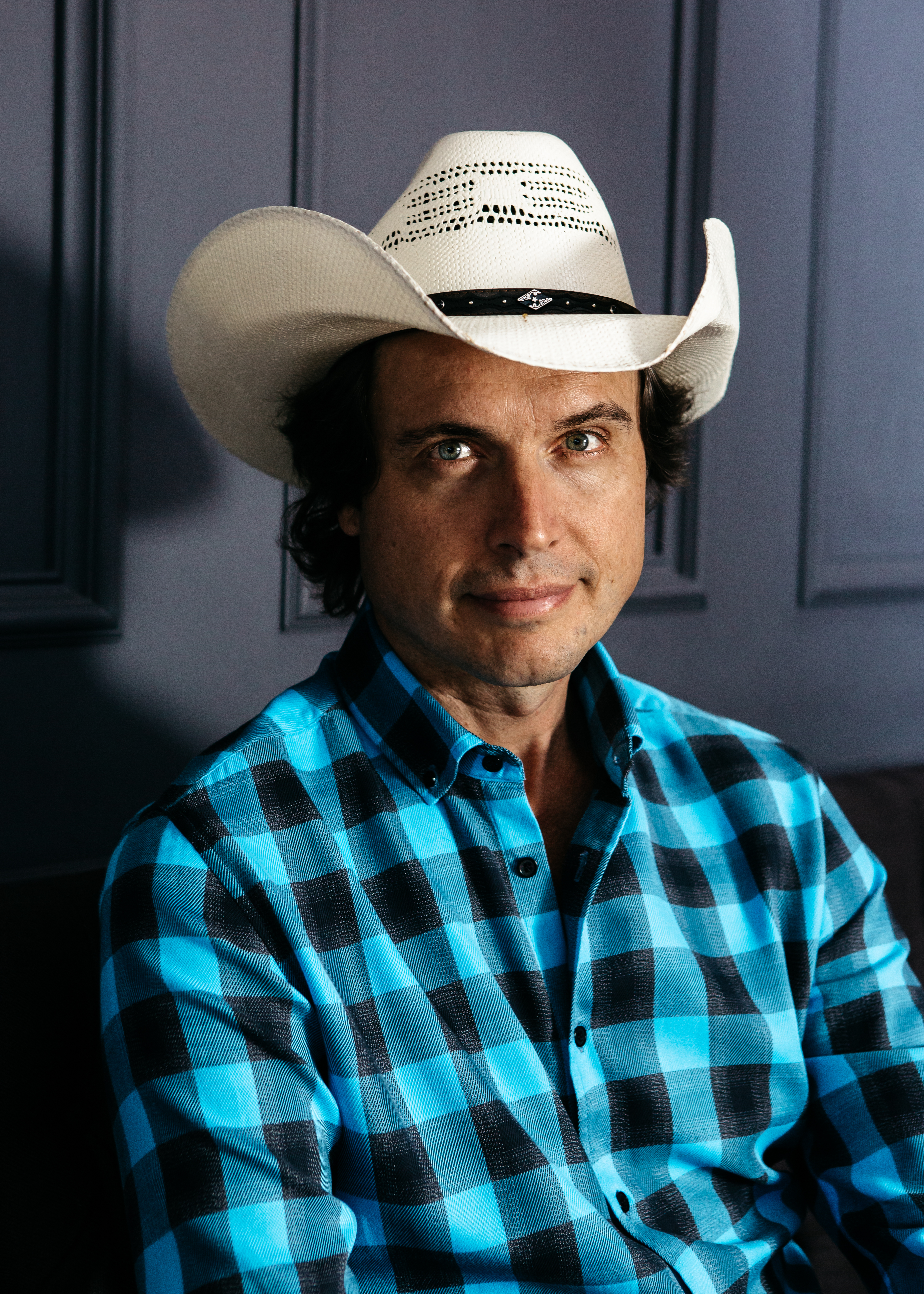
Kimbal Musk (2013)

Kimbal Musk (* 20. September 1972 in Pretoria) ist ein aus Südafrika stammender kanadisch-US-amerikanischer Unternehmer, unter anderem als Gastronom. Er besitzt mehrere Unternehmen, betreibt Non-Profit-Organisationen, ist „Agenda Contributor“ (Agenda-Förderer) des World Economic Forum (WEF) sowie Verwaltungsratsmitglied von SpaceX und Tesla.

## Biografie
Kimbal Musk wuchs mit seinem Bruder Elon und seiner Schwester Tosca in Südafrika auf. Seine Mutter Maye Musk war als Model und Ernährungsberaterin tätig, sein Vater Errol Musk war Maschinenbauingenieur. Nachdem er die Highschool in Pretoria abgeschlossen hatte, wanderte er zu seinem Bruder nach Kingston in Kanada aus. Dort schrieb er sich an der Queen’s University ein und machte 1995 einen Abschluss in Betriebswirtschaft. Während dieser Zeit arbeitete er zunächst bei der Scotiabank. 
Musk eröffnete 1995 einen Malereibetrieb, die College Pro Painters. Im selben Jahr gründete er mit seinem älteren Bruder Elon das Unternehmen Global Link, welches Websites erstellte. Später vermarktete das in Zip2 umbenannte Unternehmen einen Online-Stadtführer, der auch Inhalte für die Online-Versionen von Zeitungen wie der New York Times und der Chicago Tribune lieferte. Zip2 wurde 1999 an Compaq verkauft. Ihren Anteil am Verkaufserlös – 307 Millionen Dollar – investierten die Brüder in verschiedene Technologieunternehmen. Kimbal Musk ging danach nach New York City und absolvierte eine Ausbildung zum Koch.
Er gründete 2004 sein erstes Restaurant in Boulder in Colorado, wo er die The Kitchen Restaurant Group aufbaute. Dabei handelt es sich um eine Gruppe von Restaurants mit alternativen Konzepten in mehreren US-amerikanischen Städten. 
Er ist zudem Mitbegründer und Vorsitzender von Big Green, einer Non-Profit-Organisation, die Hunderte von Klassenzimmern im Freien namens Learning Gardens auf Schulhöfen in den Vereinigten Staaten baute.
Daneben ist Musk Mitbegründer und Vorsitzender von Square Roots, einem städtischen Landwirtschaftsunternehmen in Brooklyn, das Lebensmittel in hydroponischen, überdachten und klimatisierten Transportcontainern anbaut.
Er war zudem Mitbegründer der Suchmaschine OneRiot, die 2011 von Walmart übernommen wurde. Musk sitzt im Vorstand von Tesla und SpaceX. 2020 war er der fünftgrößte Aktionär von Tesla.
Musk heiratete Jen Lewin, mit der er das Unternehmen The Kitchen gründete. Das Paar hat zwei Kinder und ist mittlerweile geschieden. Im April 2018 heiratete er Christiana Wyly, eine Umweltaktivistin und Tochter des Unternehmers Sam Wyly.

### Vorwurf des Insiderhandels
Im November 2021 ließ Elon Musk auf Twitter darüber abstimmen, ob er zehn Prozent seiner Tesla-Aktien verkaufen solle. 58 Prozent der Nutzer waren für einen Verkauf. Der Wert der Aktie brach daraufhin ein. Kimbal Musk verkaufte einen Tag vor der Umfrage seines Bruders Tesla-Anteilsscheine im Wert von 108,8 Millionen Dollar. Die US-Börsenaufsichtsbehörde SEC leitete daraufhin eine Untersuchung wegen des Verdachts auf Insiderhandel ein. tagesschau.de schrieb dazu: „Er hätte sich kaum einen günstigeren Zeitpunkt zum Verkauf aussuchen können.“

### Auszeichnungen
Kimbal Musk wurde vom World Economic Forum zum Global Social Entrepreneur des Jahres 2018 ernannt.